# Barlt
Barlt település Németországban, Schleswig-Holstein tartományban. Lakosainak száma 764 fő (2023. december 31.).

## Népesség
A település népességének változása:
| Lakosok száma | 895  | 805  | 763  | 763  | 777  | 767  | 764  |
|               | 1975 | 2014 | 2017 | 2019 | 2021 | 2022 | 2023 |